# Shoot 'Em Up - Spara o muori!
Shoot 'Em Up - Spara o muori! (Shoot 'Em Up) è un film del 2007 scritto e diretto da Michael Davis e prodotto da Susan Montford e Don Murphy.
Prima della sua uscita nel settembre 2007, il film è stato presentato in anteprima al Comic-Con di San Diego di quell'anno e ha ricevuto una risposta positiva. Nonostante una performance commerciale mediocre (recuperò meno del suo budget), l'accoglienza della critica al film è stata ampiamente favorevole.

## Trama
Uno strano vagabondo dal generico nome di Smith spinto da un proprio desiderio di giustizia, si trova a difendere una giovane in stato di gravidanza da una torma di killer, capitanati da un losco e ironico individuo di nome Karl Hertz. Nel corso della sparatoria la donna rimane uccisa, non prima però, di aver dato alla luce un bambino. Smith, suo malgrado, si trova a dover avere cura del piccolo e, non trovando di meglio, si rivolge all'unica sua stretta conoscenza femminile, una prostituta italo-americana di nome Donna Quintano.
Entrambi non tarderanno a scoprire che il bambino è ricercato ferocemente e i due saranno costretti a fuggire e nascondersi, tra conflitti a fuoco e spesso surreali combattimenti, scoprendo lentamente, grazie alla convivenza, e alla condivisione del pericolo, di provare sentimenti e di aver formato, quasi incredibilmente, una famiglia.
Scopriranno che il bambino è solo l'ultimo prodotto di un'operazione genetica organizzata per produrre DNA e midollo osseo destinato a produrre una cura salvavita per un potente uomo politico, il Senatore Harry Rutledge, disposto a tutto pur di sopravvivere abbastanza da diventare il nuovo Presidente degli Stati Uniti. La gang di Hertz, incaricata di eliminare il bambino per stroncare il progetto del senatore, successivamente corrotta, collabora con quest'ultimo per assicurarglielo, eliminando nel contempo Smith e ogni altro testimone.
Smith, dopo aver eliminato il Senatore e gran parte dei suoi agenti, viene torturato da Hertz, il quale vuole a tutti costi avere il bambino e Donna per eliminare gli ultimi testimoni dell'operazione. Smith, che ha mandato via la sua "famiglia" in autobus imponendo a Donna di non dirgli in quale direzione si sarebbe diretta, in modo, appunto di non poterla tradire se interrogato, resiste alla tortura e, liberatosi, uccide finalmente l'istrionico avversario.
Ferito e malridotto, sale su un autobus, che si rivela andare nella stessa direzione scelta da Donna. In un piccolo fast food la famiglia si incontra di nuovo, e Smith finalmente, si lascia andare a un momento di umanità, sorridendo al bambino che rivede. Un istante dopo tre rapinatori stracciati e irsuti irrompono armati nel locale e Smith, impossessandosi astutamente di una loro pistola, dà inizio a una nuova battaglia.

## Produzione

### Titolo
Per la scelta del titolo italiano è stato realizzato un concorso on-line chiamato "Spara il tuo titolo" che permetteva a tutti coloro che lo desideravano di indicare la loro preferenza. Era possibile partecipare al concorso nel sito ufficiale italiano.

### Cast
Il protagonista, noto solo come Smith, è un omaggio all'uomo senza nome degli Spaghetti Western di Sergio Leone. La misantropia di Smith derivava dalla frustrazione del regista-sceneggiatore Michael Davis quando la sua sceneggiatura del 1989 su Alfred Kinsey non si materializzò come film. La sua ricerca su Kinsey e la sessualità umana in generale ha ispirato il personaggio di Donna Quintano, una prostituta dal cuore d'oro e l'eventuale interesse amoroso di Smith. Hertz, un ex profiler dell'FBI che vive una doppia vita come assassino e patriarca di famiglia, insegue Smith. Secondo la co-produttrice Susan Montford, l'antagonista è stato modellato sul BTK Killer. La faida di Hertz con Smith è stata paragonata a quella di Bugs Bunny ed Elmer Fudd in Looney Tunes perché Smith (come Bugs) trascorre molto tempo a mangiare carote nel film. Davis ha riconosciuto che il riferimento ai Looney Tunes era intenzionale.

## Colonna sonora
Decisamente in sintonia con il genere del film è sicuramente la colonna sonora, contenente brani di artisti del calibro dei Motörhead, presenti con Ace of Spades, o Nirvana, con Breed, Mötley Crüe con Kickstart my Heart, AC/DC con If You Want Blood (You've Got It), oltre a Wolfmother e molti altri.

## Distribuzione
Il film è uscito negli Stati Uniti il 7 settembre 2007 e l'11 aprile 2008 in Italia.

## Accoglienza

### Critica
Rotten Tomatoes attribuisce al film un indice di gradimento del 67%, con una valutazione media di 6,15 su 10, basata sulle recensioni di 161 critici. Il consenso della critica del sito web per il film recita: "Per quanto assurdo ed esagerato possa essere Shoot 'Em Up, il suo umorismo e l'azione senza interruzioni lo rendono un film molto divertente". Su Metacritic ha un punteggio medio ponderato di 49 su 100, basato sulle recensioni di 23 critici, indicando "recensioni miste o medie".
Peter Travers ha valutato il film con 3 stelle su 4 per Rolling Stone, definendolo "ottantadue minuti di colpi tosti da punteggio. Sarai euforico, anche esausto". Roger Ebert per il Chicago Sun-Times ha segnato il film 3 1/2 su 4 stelle, confrontandolo favorevolmente con Sin City come "il film d'azione più audace, poco plausibile, allegramente offensivo e iperattivo mai visto". Frank Scheck in The Hollywood Reporter lo ha definito un "film d'azione accelerato con steroidi" che "fa sembrare Hard Boiled trattenuto". Ebert ha esteso le sue lodi alla recitazione, definendo il personaggio di Owen comprensivo e quello di Giamatti "sorprendentemente malvagio da digrignare i denti". Scheck si è complimentato con la performance di "James Bond a basso costo" di Owen ed è stato felice di vedere Giamatti scelto contro il suo solito personaggio "nerd" sullo schermo.
Stephen Hunter sul Washington Post ha detto che il film "sono solo scontri a fuoco messi insieme, senza un sussurro di coerenza o significato. I combattimenti sono organizzati in modo che sembrino tutti uguali, e il principio è sempre lo stesso: gli spari multipli degli antagonisti non colpiscono mai e lui non sbaglia mai".
Rotten Tomatoes ha classificato Shoot 'Em Up al numero 111 nella sua lista dei "140 film d'azione essenziali da guardare".

### Botteghino
Shoot 'Em Up è stato distribuito in 2 108 sale e incassò 5 450 000 dollari al suo primo giorno di uscita. Alla fine della sua distribuzione (16 settimane) ha incassato 12 807 139 dollari al botteghino nordamericano, e altri 14 315 099 dollari nel resto del mondo, per un totale complessivo di $ 27 122 238. Gli incassi non coprirono i costi di produzione di $ 39 000 000.

### Curiosità
Tantissima è stata la curiosità intorno al film perché questa pellicola si caratterizza anche e soprattutto fortemente per la scena di sesso di cui è protagonista Monica Bellucci. L'attrice appare infatti, in una scena, quasi del tutto nuda e con l'abbondantissimo seno più o meno ben in vista, coinvolta in un rapporto sessuale particolarmente hard e impegnativo. La critica ha definito tale scena "brutta, priva di qualsivoglia prospetto erotico e sensuale" mentre il pubblico, più in generale, ha particolarmente apprezzato definendo la scena ai limiti del pornografico "che, quando c'è protagonista la bella Monica, fa sempre piacere".

## Riconoscimenti
- 2007 - Satellite Award
  - Candidato al premio per il miglior film commedia o musicale
  - Candidato al premio per il miglior attore in un film commedia o musicale (Clive Owen)
- 2007 - Golden Schmoes Awards
  - Candidato al premio Best Tits&Ass of the Year a Monica Bellucci